# 앨런 웨이크 2
앨런 웨이크 2(Alan Wake 2)는 레미디 엔터테인먼트가 개발하고 에픽게임즈 퍼블리싱이 배급한 2023년 생존 공포 비디오 게임이다. 앨런 웨이크 (2010)의 속편으로, 13년 동안 다른 차원에 갇혀 있던 베스트셀러 소설가 앨런 웨이크가 FBI 특수 요원 사가 앤더슨이 등장하는 공포 소설을 써서 탈출하려는 이야기를 다룬다.
앨런 웨이크 2는 2023년 10월 27일 플레이스테이션 5, 윈도우, 엑스박스 시리즈 X/S로 출시되었다. 이 게임의 개발 및 마케팅 예산은 7천만 유로로 알려져 있으며, 이는 가장 비싼 개발 게임 중 하나이자 핀란드에서 가장 비싼 문화 상품 중 하나이다. 앨런 웨이크 2는 비평가들로부터 스토리, 그래픽, 분위기에 대해 대체적으로 긍정적인 평가를 받았다. 이 게임은 또한 여러 올해의 게임상 후보에 올랐다. 2024년 12월까지 2백만 장 이상 판매되어 레미디의 가장 빠르게 팔린 게임이 되었다. Night Springs라는 제목의 다운로드 가능 콘텐츠 (DLC) 확장팩은 2024년 6월 8일에 출시되었고, The Lake House라는 제목의 두 번째 확장팩은 2024년 10월 22일에 출시되었다.

## 게임플레이
공포 테마가 있는 액션 어드벤처 게임인 원작 앨런 웨이크와 비교하여, 앨런 웨이크 2는 생존 공포 게임이지만, 여전히 3인칭 시점으로 플레이된다. 플레이어는 앨런 웨이크 또는 사가 앤더슨으로 두 개의 개별적인 싱글 플레이어 스토리를 플레이하며, 게임의 시작 및 종료 시퀀스는 선형적이지만 플레이어가 원하는 순서로 플레이할 수 있다.
웨이크와 앤더슨은 다양한 총기와 손전등을 사용하여 환경을 탐색하고 적과 싸우며, 손전등은 "집중"하여 적을 총기 공격에 취약하게 만들 수 있다. 손전등을 집중하면 배터리가 소모되며, 플레이어는 생존을 위해 제한된 양의 배터리와 탄약을 전략적으로 사용해야 한다. 적이 가까이 있을 때 앨런이나 사가는 회피 기동을 수행할 수 있다.
앨런 웨이크 2는 탐정 요소를 통합한다. 사가로 플레이할 때, 플레이어는 "마인드 플레이스"라고 불리는 적이 없는 공간에 접근할 수 있다. 레미디가 "3D 메뉴"라고 설명한 마인드 플레이스는 사가의 생각을 시각적으로 표현한 것이다. 마인드 플레이스에서 플레이어는 메인 미스터리를 조합하기 위해 단서를 연결할 수 있는 핀 보드를 관리하고, 단서를 수집하기 위해 캐릭터를 프로파일링할 수 있다. 앨런으로 플레이할 때, 플레이어는 자신이 쓰고 있는 소설의 개요를 볼 수 있는 "작가실"에 접근할 수 있다. 개요에 플롯 세부 사항을 추가하고 변경함으로써, 그들은 앨런 주변의 공간을 조작할 수 있다. 마인드 플레이스와 작가실 모두 외부 세계를 멈추지 않는다.
앨런 웨이크에서 돌아온 요소는 이야기의 다가올 사건을 예고하는 원고 페이지를 찾는 것이다.

## 줄거리
비정상적으로 정확한 직관으로 유명한 유능한 FBI 요원 사가 앤더슨은 파트너 알렉스 케이시와 함께 2010년 유명 소설가 앨런 웨이크가 실종된 곳으로 악명 높은 작은 마을 브라이트 폴스로 파견된다. 사가와 케이시는 컬트 오브 더 트리(Cult of the Tree)라고 자칭하는 단체가 저지른 일련의 의식 살인을 수사하는 임무를 맡는다. 그들은 가장 최근의 희생자가 FBI 요원 로버트 나이팅게일임을 확인한다. 사가는 또한 그들의 마을 도착을 예측하는 것으로 보이는 신비한 타자기 페이지를 발견한다. 그들은 나이팅게일의 시신에 대한 부검을 수행하기 위해 보안관 서에 가지만, 시신은 되살아나 그들을 공격하고 영안실에서 탈출한다. 그녀가 발견한 더 많은 원고 페이지의 안내를 받아, 사가는 콜드런 호수 주변 숲으로 나이팅게일을 쫓아가 그를 죽인다. 그녀는 그곳에서 앨런 웨이크가 호숫가에 떠밀려온 것을 발견하고, 그의 얼굴을 가진 미스터 스크래치라는 남자에 대해 경고한다. 사가와 케이시는 앨런을 다시 마을로 데려가고, 앨런은 실종 이후 어디에 있었는지 이야기한다.
13년 동안 앨런은 호수를 통해 접근할 수 있는 다크 플레이스라고 알려진 대체 차원에 갇혀 있었다. 다크 플레이스에는 앨런의 도펠겡어인 미스터 스크래치로 나타날 수 있는 악의적인 초자연적 존재인 다크 프레즌스(Dark Presence)가 살고 있다. 그는 다크 플레이스의 허구를 현실로 바꾸는 능력을 이용하여 탈출하려고 시도하며, 항상 막다른 골목으로 이끄는 수많은 이야기를 썼다. 그 막다른 골목은 그의 아내 앨리스와 함께 살았던 뉴욕 시의 오래된 아파트의 환영이었다. 그가 이니시에이션(Initiation)이라는 제목의 이야기를 쓰려고 시도하면서, 앨런은 앨리스가 자신의 얼굴을 가진 남자에게 시달리는 경험을 기록한 비디오 일기장을 발견한다.
결국, 앨런은 사가의 컬트 오브 더 트리 조사의 세부 사항을 다루는 리턴(Return)이라는 이야기를 성공적으로 쓰지만, 미스터 스크래치가 공포 이야기로 편집한 것을 발견한다. 앨런은 스크래치가 다크 프레즌스를 호수에서 해방시키거나 물리치는 데 사용할 수 있는 강력한 초자연적 유물인 클릭커를 찾고 있다고 사가에게 경고한다. 사가는 그 흔적을 따라가기로 결정하고 리턴에서 자신의 과거가 그녀의 딸 로건이 사고로 익사한 것으로 다시 쓰여졌음을 깨닫는다. 사가는 클릭커를 회수하지만, 앨런에게 가져가기 전에 에이전트 키란 에스테베스가 이끄는 비밀스러운 연방 통제국 요원들이 도착하여 그와 컬트의 지도자들(마을 기업가 일모와 야코 코스켈라로 밝혀짐)을 체포한다.
사가는 오딘과 토르 앤더슨을 찾아내는데, 이들이 사실은 각각 자신의 큰삼촌과 할아버지이며, 그들에게서 예지 능력을 물려받아 리턴이 야기하는 현실의 변화를 분별할 수 있게 되었음을 알게 된다. 사가는 클릭커를 앨런에게 가져다주기 위해 브라이트 폴스로 돌아가지만, 일모와 야코는 그가 괴물이라고 경고하며, 앨런은 야코를 죽이고 사가를 공격한다. 사가는 그가 앨런인 척하는 스크래치였을 것이라고 추론하고, FBC의 빛 기술로 그를 물리친다. 슬픔에 잠긴 일모는 컬트의 목적이 호수에서 나오는 테이큰(다크 프레즌스에 사로잡힌 사람들)으로부터 브라이트 폴스를 보호하는 것이었다고 설명한다. 사가는 케이시, 에스테베스, 오딘, 토르의 도움을 받아 클릭커를 사용하여 다크 플레이스에서 실제 앨런을 소환한다.
다크 플레이스로 돌아온 앨런은 미래의 자신으로부터 전화 한 통을 받는다. 그는 다크 플레이스에서 벗어나기 위해 반복적으로 글을 쓰는 시도 때문에 시간적 루프를 경험하고 있다고 설명한다. 앨리스의 아파트로 향하는 그의 마지막 여정은 그가 겪었던 환영들이 결국 앨리스가 스스로 목숨을 끊게 만들었음을 보여준다. 격분한 앨런은 자신이 스크래치라고 믿는 자를 죽이지만, 사실은 자신의 과거의 자신이며 리턴을 편집하여 루프를 영속시킨다. 스크래치는 없었고 앨리스의 죽음은 자신이 책임져야 할 일이라는 것을 깨달은 앨런의 절망은 다크 프레즌스가 그를 사로잡게 한다.
사가는 소환 의식이 앨런을 현실 세계로 성공적으로 데려왔지만, 다크 프레즌스가 이미 그 안에 잠복해 있는 상태로 이야기의 더 이전 시점으로 데려왔다는 것을 깨닫는다. 사로잡힌 앨런이 도착하여 일행을 공격한다. 사가와 에스테베스는 다크 프레즌스를 앨런의 몸에서 쫓아내지만, 다크 프레즌스는 대신 케이시를 사로잡고, 클릭커를 훔쳐 사가를 다크 플레이스로 던져버린다.
앨런은 이야기의 새로운 결말을 쓰기 위해 다크 플레이스로 돌아온다. 사가는 다크 플레이스를 탐색하는 법을 배우고, 클릭커와 빛의 탄환을 되찾고, 앨런과 재회하여 케이시와 로건을 구하기 위한 결말을 쓰는 것을 돕는다.
클릭커와 수정된 결말을 통해 사가는 케이시의 몸에서 다크 프레즌스를 쫓아낼 수 있다. 앨런은 다크 프레즌스가 다시 자신을 사로잡도록 유도하고, 사가는 빛의 탄환으로 앨런을 쏴서 그를 죽이고 다크 프레즌스를 파괴하는 것으로 보인다. 탄환이 앨런을 통과할 때, 그는 잠시 동안 명확하게 보고, 전체 이야기가 끊임없이 반복되고 있으며 기억 없이 시작으로 돌아갈 것임을 깨닫는다. 케이시가 빙의에서 회복되자 사가는 로건에게 결말이 효과가 있었는지 확인하기 위해 전화하지만, 전화가 울리는 동안 장면은 암전된다.
앨리스가 남긴 마지막 비디오 일기장은 그녀가 앨런이 갇혀 있다는 것을 알았으며, 그녀의 비디오를 사용하여 앨런이 자살했다고 생각하도록 속였다고 밝히며, 그가 루프에서 벗어날 수 있는 유일한 방법은 "파괴" 또는 "승천"을 통해서라고 설명한다. 앨리스는 이제 다크 플레이스에 있으며, 이야기 내내 그와 사가를 돕고 있다. 앨런은 승천할 준비가 될 때까지 파괴를 통해 루프를 계속해야 한다. 앨런은 총상에서 부활하며 "루프가 아니라 나선형이야"라고 말한다.
뉴 게임 플러스 모드인 최종 초안은 다른 결말을 제시하며, 플레이어의 반복적인 플레이가 나선의 끝에 도달했음을 암시한다. 앨런은 사가에게 리턴의 수정된 결말을 건네주면서, 다크 프레즌스는 빛의 탄환에 의해 자신의 두개골에서 뿜어져 나온 어둠에서 태어났으며, 평생 자신에게 영향을 미쳤다는 것을 깨닫는다. 그것과 앨런 사이의 연결은 그가 리턴을 마친 후에 끊어졌지만, 앨런이 자신에게서 태어난 부분인 앨리스가 없었기 때문에 다크 프레즌스는 남아 있었다. 자신과 앨리스가 자신의 글과 그녀의 사진을 통해 여전히 연결되어 있다는 것을 깨달은 빛의 탄환은 마침내 성공하여 다크 프레즌스를 영원히 파괴하고 루프를 깨뜨린다. 로건은 사가의 전화를 받고, 앨런은 곧 부활하며, 더 이상 루프의 시작으로 돌아가지 않는다. 그는 앨리스에게 감사하며, 자신은 두 세계뿐만 아니라 많은 세계의 주인이라고 선언한다.

## 개발

### 사전 제작
레미디 엔터테인먼트는 2010년에 앨런 웨이크를 출시했다. 맥스 페인에서 배운 것을 바탕으로, 그들은 앨런 웨이크를 속편과 추가 작품을 통해 스토리를 더 확장할 수 있는 방식으로 작성했다. 팀은 앨런 웨이크가 출시된 후 속편 아이디어를 논의하기 시작했으며, 이는 앨런 웨이크를 주인공으로 계속 출연시키면서도 웨이크의 친구 배리 휠러와 셰리프 사라 브레이커를 포함한 조연 캐릭터의 이야기를 탐구할 예정이었다. 스튜디오가 잠재적인 퍼블리셔에게 게임을 보여줄 때 앨런 웨이크 2의 게임플레이를 선보이기 위해 프로토타입이 제작되었다. 이 게임은 앨런 웨이크의 직접적인 속편으로, 새로운 적과 현실을 다시 쓸 수 있는 능력과 같은 새로운 게임플레이 메커니즘을 특징으로 할 예정이었고, 이는 프로토타입에서 선보였다. 결국 레미디는 이 프로젝트를 앨런 웨이크의 퍼블리셔인 Microsoft Studios에 제안했다. 그러나 마이크로소프트는 당시 속편에 관심이 없었고, 대신 레미디에게 새로운 게임을 만들 것을 지시했다. 이는 결국 2016년에 출시된 퀀텀 브레이크가 되었다. 이 게임에는 앨런 웨이크에 대한 다른 이스터 에그와 함께 앨런 웨이크: 리턴이라는 짧은 실사 영화가 포함되어 있었다. 이 영화에는 앨런 웨이크의 재출현을 조사하는 두 명의 FBI 요원이 등장하며, 한 명은 알렉스 케이시라는 이름으로, 이는 레미디가 퍼블리셔들에게 속편을 홍보하는 데 도움이 되도록 제작한 것이다. 다른 FBI 요원은 말라 말미바라가 연기한 사가 앤더슨이었다. 그녀는 나중에 멜라니 리버드로 재캐스팅되었다. 앨런 웨이크 2에 대한 대부분의 아이디어는 앨런 웨이크의 다운로드 가능한 후속작인 아메리칸 나이트메어에 구현되었다. 레미디 CEO 테로 비르탈라는 앨런 웨이크의 추가 속편은 배급권을 가진 마이크로소프트 스튜디오의 승인이 필요할 것이며, 레미디는 그 외 모든 지식 재산 권리를 소유하고 있다고 밝혔다.
퀀텀 브레이크가 발표되었을 때, 사미 얘르비는 앨런 웨이크의 속편이 연기되었으며, 앨런 웨이크가 당시 속편 개발을 계속하는 데 필요한 자금을 받을 만큼 재정적으로 성공적이지 못했다고 설명했다. 홍보 이사 토마스 푸하는 2019년 4월에 레미디가 약 2년 전 앨런 웨이크 속성 작업으로 잠시 돌아왔지만, 그 노력은 잘 되지 않았고, 회사는 자체 신작 게임인 컨트롤, 스마일게이트의 게임 크로스파이어X 지원, 그리고 또 다른 신작 프로젝트로 향후 몇 년 동안 예약되어 있다고 밝혔다. 푸하는 앨런 웨이크 속편을 작업하는 데 유일한 제한 요소는 "시간, 돈, 자원"이라고 말했다. 그럼에도 불구하고, 레이크는 레미디 팀의 일원으로서 앨런 웨이크 2의 다양한 아이디어를 구상하고 작업했다. 내부적으로 이 프로젝트는 레미디에게 중요성과 의미를 나타내는 "프로젝트 빅 피시"라는 코드명으로 불렸다. 퀀텀 브레이크 이후 레미디의 다음 게임인 컨트롤의 두 번째 다운로드 가능 콘텐츠 팩에서는 앨런 웨이크가 캐릭터로 등장했다. 레미디에 따르면, 컨트롤은 컨트롤과 앨런 웨이크가 공유하는 "레미디 커넥티드 유니버스"를 확립했으며, 스튜디오에서 출시되는 다음 게임도 이 세계에 설정될 것이라고 한다.
레미디는 2019년 7월 마이크로소프트로부터 앨런 웨이크에 대한 권리를 완전히 인수했으며, 여기에는 게임 시리즈의 과거 판매에 대한 약 250만 유로의 일회성 로열티 지급이 포함되어 속편 제작의 길을 열었다. 레미디는 2021년 에픽게임즈 퍼블리싱과 두 게임의 출시에 대해 계약을 체결했다. 레미디는 2021년 10월 Alan Wake Remastered를 이 파트너십의 첫 번째 게임으로 출시했으며, 두 번째이자 더 큰 게임인 앨런 웨이크 2는 The Game Awards 2021에서 발표되었다. 레미디의 홍보 이사 토마스 푸하는 에픽이 레미디가 최소한의 퍼블리셔 개입으로 원하는 게임을 만들 수 있도록 허용했으며, 게임 개선에 도움이 되는 광범위한 피드백을 제공했다고 말했다.

### 제작
에픽을 퍼블리셔로 하여 레미디는 2019년 8월 앨런 웨이크 2 제작에 들어갔다. 사미 얘르비에 따르면, 이 게임은 퀀텀 브레이크와 컨트롤에 사용된 레미디 자체의 노스라이트 엔진으로 구동될 것이라고 했다. 얘르비는 또한 앨런 웨이크 2가 앨런 웨이크와 달리 생존 공포 게임이 될 것이라고 말했지만, 앨런 웨이크는 "공포 요소가 있는 액션 게임"이었다고 설명하며 둘의 차이점을 명확히 밝히지는 않았다. 얘르비는 플레이어가 앨런 웨이크 2를 이해하기 위해 이전 게임을 플레이할 필요는 없다고 덧붙였다. 속편은 데이비드 린치의 작품, 특히 트윈 픽스에서 계속해서 영감을 받았다. 얘르비에 따르면, 그는 트윈 픽스의 세 번째 시즌에서 구체적으로 영향을 받았으며, 첫 번째 작품은 이전 시즌에서 영향을 받았다. 또한 세븐, 양들의 침묵, 트루 디텍티브와 같은 작품의 탐정 테마가 영향을 미쳤으며, 문학적 영향으로는 마크 Z. 대니얼레프스키의 House of Leaves, 브렛 이스턴 엘리스의 Lunar Park, 폴 오스터의 The New York Trilogy 그리고 스티븐 킹의 다크 타워 시리즈 및 그의 회고록 On Writing: A Memoir of the Craft이 있었다. 얘르비는 앨런 웨이크 2에 대한 그의 접근 방식이 영화 Everything Everywhere All At Once의 성공으로 강화되었다고 말했다.
레미디는 게임이 생존 공포로 바뀌었음에도 불구하고 3인칭 시점을 유지할 것이며, 일카 빌리와 매튜 포레타가 각각 앨런의 외모와 목소리를 맡기 위해 돌아올 것이라고 확인했다. 다른 출연진으로는 사가 앤더슨의 실사 및 목소리를 맡은 멜라니 리버드, 미스터 도어의 실사 및 목소리를 맡은 데이비드 헤어우드, 알렉스 케이시의 목소리와 실사 외모를 각각 맡은 제임스 매캐프리와 얘르비가 있다. 또한, 앨런 웨이크 2에는 컨트롤의 제시 파든(코트니 호프 목소리), 달링 박사(포레타), 신비로운 관리인 아티(마르티 수오살로)를 포함한 캐릭터들이 카메오로 출연한다.
앨런의 미션 "이니시에이션 4: 우리는 노래한다"는 플레이어가 앨런의 이야기를 요약한 "어둠의 전령"이라는 음악을 미스터 도어와 다른 캐릭터들이 부르는 동안 초현실적인 세트를 통해 앨런을 안내하게 한다. 이 음악은 Poets of the Fall (가상의 밴드 "아스가르드의 옛 신들"로 출연)이 제공했다. 얘르비는 이 뮤지컬 시퀀스에 대한 아이디어가 앨런 웨이크의 콘서트 대치와 컨트롤의 재떨이 미로 레벨에서 영감을 받았으며, 둘 다 Poets of the Fall의 음악에 맞춰졌다. 얘르비는 또한 포레타(웨이크)와 헤어우드(미스터 도어)가 노래를 부를 수 있다는 것을 알고 있었고, Poets of the Fall은 안무를 돕는 데 도움을 줄 수 있었다. 개발 과정에서 종종 일부 개발자들은 공포 게임에서의 시퀀스의 이상함과 실행의 어려움 때문에 뮤지컬 시퀀스의 필요성에 의문을 제기했다. 그러나 얘르비는 시퀀스가 유지되어야 한다고 주장했다. 이 노래는 2023년 The Game Awards 2023에서 Poets of the Fall이 빌리, 포레타, 헤어우드, 얘르비가 각자의 역할을 다시 맡아 라이브로 연주했다.
전반적으로 게임 개발에는 13년이 걸렸다. 인터뷰에서 사미 얘르비는 "속편에는 많은 캐릭터와 장소가 있으며, 원작 앨런 웨이크에서 확립되고 도입된 초자연적인 지식의 연속도 포함되어 있기 때문"이라고 말했다.
이 게임의 예산은 개발에 5천만 유로, 마케팅에 2천만 유로가 추가되어 총 7천만 유로로 알려져 있다. 이는 이 게임을 핀란드 역사상 가장 비싼 문화 상품 중 하나로 간주하게 만든다.

### 출시 후 업데이트
2024년 10월, 레미디 엔터테인먼트는 앨런 웨이크 2에 대한 무료 기념일 업데이트를 출시하여 무한 탄약, 원샷 킬, 게임플레이 지원과 같은 접근성 옵션을 추가했다. 이 업데이트는 듀얼센스 모션 컨트롤 지원과 플레이스테이션 5의 향상된 햅틱 피드백, 그리고 확장된 축 반전 옵션을 추가했다.

#### 그래픽 기술
앨런 웨이크 2 출시 전, 레미디 엔터테인먼트는 컨트롤과 맥스 페인 2: 맥스 페인의 몰락과 같은 작품으로 시각적 경계와 그래픽 기술을 발전시키는 명성을 얻었다. 앨런 웨이크 2는 9세대 콘솔을 염두에 두고 개발되었다. 전통적인 그래픽 래스터화를 위해 앨런 웨이크 2는 메시 셰이더를 활용하는데, 이는 플레이스테이션 5, 엑스박스 시리즈 X/S, 엔비디아의 지포스 RTX 20 및 16 시리즈 또는 AMD의 라데온 RX 6000 시리즈 GPU 이후의 PC에서만 지원된다. 이 게임은 메시 셰이더를 기본적으로 지원하는 최초의 게임이었다. 기존의 정점 및 지오메트리 셰이딩 기법과 달리 메시 셰이더는 수많은 고정 정점 삼각형을 렌더링하는 데서 발생하는 병목 현상을 줄이기 위해 유연하게 대규모 삼각형 그룹을 렌더링하려고 한다. 메시 셰이더는 더 작은 메시렛으로 분할될 수 있어 재사용 및 병렬 렌더링이 가능하며 메모리에서 데이터를 호출하는 횟수가 줄어들어 개발자가 복잡한 지오메트리 렌더링을 더 잘 제어할 수 있다. 또한 메시 셰이더는 기존의 정점 및 테셀레이션 파이프라인에 비해 그래픽 파이프라인이 더 짧다. 엔비디아 지포스 GTX 10 시리즈 또는 AMD 라데온 RX 5000 시리즈 GPU와 같은 메시 셰이더 미지원 하드웨어에서 앨런 웨이크 2를 실행하면 성능 저하 및 시각적 오류가 발생한다. 그러나 2024년 초에 출시된 최적화 패치는 GTX 10 시리즈 GPU의 성능을 향상시켰다.
광선 추적은 앨런 웨이크 2에서 빛이 현실 세계에서 어떻게 실제처럼 행동하는지를 더 잘 시뮬레이션하기 위해 광범위하게 사용된다. 장면은 글로벌 일루미네이션을 사용하여 조명되며, 글로벌 광원에서 제공되는 빛은 표면에서 반사되고 존재하는 재료에 따라 확산된다. 광선 추적의 사용은 손전등이 유일한 광원인 게임의 어두운 장면에 분위기를 더하는 데 특히 중요하다. 앨런 웨이크 2는 광선 추적을 넘어 경로 추적을 통합하여 확산된 빛이 반사되는 표면 외에 둔한 표면에서도 반사되도록 한다. 경로 추적의 계산 요구 사항은 제한된 콘솔 하드웨어에서는 사용할 수 없음을 의미한다. 앨런 웨이크 2의 광범위한 광선 추적 사용은 엔비디아 RTX 그래픽 카드에서 DLSS 3.5 레이 재구성을 지원하는 것과 같은 엔비디아의 그래픽 기술을 홍보하는 수단이 되었다. 이는 픽셀당 여러 광선에 대한 계산을 수행하지 않고 기계 학습을 사용하여 간극을 채워 광선 추적 시각적 품질과 성능을 향상시키려고 한다.

## 음악
핀란드 작곡가 페트리 알란코가 작곡한 앨런 웨이크 2의 오리지널 사운드트랙은 2024년 5월 14일, 첫 앨런 웨이크 게임 출시 14주년 기념일에 에픽게임즈와 레이스드 레코드를 통해 출시되었다. 알란코는 첫 앨런 웨이크 게임의 작곡가 역할로 돌아왔으며, 앨런 웨이크 2의 작곡에 대한 그의 접근 방식은 "오래된 친구와 재회하여 익숙하면서도 새로운 요소를 가지고 놀 수 있는 것과 비슷하다"고 한다.
알란코는 2011년에 앨런 웨이크 2의 오리지널 사운드트랙 녹음을 시작했으며, 그 이후 몇 년 동안 "매우 다른 개체"가 되었다. 알란코가 사운드트랙 작업을 시작한 이래 가장 큰 변화는 게임의 두 번째 주인공 사가 앤더슨의 추가였다. 앨런 웨이크 2의 음악 작업을 시작한 이래, 그는 레미디 엔터테인먼트의 2019년 게임인 컨트롤의 음악도 작곡했다. 앨런 웨이크 2의 일부 소리를 만들기 위해 알란코는 지게차에서 피아노를 떨어뜨리는 것과 같은 비전통적인 방법을 사용했다.

## 출시
레미디는 2023년 5월 앨런 웨이크 2가 디지털 전용 출시가 될 것이라고 발표하며, 많은 플레이어가 이미 디지털 구매로 전환했기 때문에 게임 가격을 낮게 유지하고 싶었고, 물리 버전이 출시되더라도 별도의 다운로드를 요구하지 않기를 원했다고 설명했다. 원래 플레이스테이션 5, 윈도우, 엑스박스 시리즈 X/S로 2023년 10월 17일에 출시될 예정이었지만, 레미디는 다른 주요 트리플 A 게임과의 경쟁을 피하기 위해 10일 뒤인 10월 27일로 게임 출시를 연기했다. PC 버전은 "오랫동안" 에픽게임즈 스토어 독점이다. 무료 다운로드 가능 콘텐츠 팩과 Night Springs 및 The Lake House라는 두 가지 유료 확장팩이 발표되었다. 레미디는 나중에 2024년 10월에 게임의 물리 에디션이 출시될 것이며, 여기에는 Limited Run Games와 함께 제작된 한정판 컬렉터스 에디션도 포함될 것이라고 발표했다.

### 마케팅
앨런 웨이크의 코스튬 의상은 "포트나이트메어 2023" 이벤트의 일환으로 포트나이트에 추가되었고, 속편 출시 몇 주 전에는 새로운 플레이어가 첫 게임의 이벤트를 따라잡을 수 있도록 Fortnite Creative 내에서 첫 앨런 웨이크의 이야기가 다시 제공되었다.
2023년 10월 10일부터 11월 13일까지, 특정 엔비디아 지포스 RTX 40 시리즈 GPU 구매 시 앨런 웨이크 2 무료 사본이 프로모션 번들에 포함되었다. 번들에 포함되는 GPU는 RTX 4070, RTX 4070 Ti, RTX 4080 및 RTX 4090이었다.
앨런 웨이크는 2024년 1월 비디오 게임 데드 바이 데이라이트에 추가되었다. 그의 출시와 함께 추가 의상도 포함되었는데, 이 의상은 캐릭터를 사가 앤더슨, 로즈 메리골드, 미스터 스크래치 중 하나로 바꾼다.

### 다운로드 가능 콘텐츠
첫 번째 다운로드 가능 콘텐츠 (DLC) 추가인 나이트 스프링스(Night Springs)는 2024년 6월 8일에 출시되었다. 이 DLC는 세 개의 에피소드로 구성되어 있으며, 브라이트 폴스에서 "만약 ~라면" 시나리오를 통해 레미디 공유 세계의 기존 캐릭터의 흔적을 담고 있다. 여기에는 플레이어가 로즈를 기반으로 한 웨이트리스를 조종하는 "넘버 원 팬(Number One Fan)", 컨트롤의 주인공인 제시 파든을 기반으로 한 주인공이 등장하는 "노스 스타(North Star)", 그리고 배우를 특징으로 하는 "타임 브레이커(Time Breaker)"가 포함되며, 실존 배우 숀 애슈모어가 자신뿐만 아니라 셰리프 팀 브레이커(애슈모어 또한 목소리를 맡음)로 출연한다.
두 번째 DLC 확장팩인 더 레이크 하우스(The Lake House)는 2024년 10월 22일에 출시되었다. 이 확장팩은 레미디의 컨트롤 시리즈와 크로스오버된다. 더 레이크 하우스에서 플레이어는 FBC 요원 키란 에스테베스를 조종한다. 이 확장팩의 사건은 메인 게임 스토리의 시작 부분에서 발생하지만, 플레이어는 메인 메뉴에서 언제든지 또는 "리턴 6: 스크래치" 미션 중에 확장팩에 접근할 수 있다. 이는 플레이어가 다크 플레이스 주변에서 다양한 텔레비전을 찾아 들어갈 수 있었던 나이트 스프링스 DLC와 유사하다. 이 게임은 또한 페트리 알란코와 포의 새로운 트랙과 앨런을 위한 새로운 인게임 의상인 "클래식 의상"도 출시되었다.

## 평가

### 비판적 반응
앨런 웨이크 2는 PC 및 PS5 버전에서 비평가들로부터 "대체로 호의적인" 평가를 받았으며, Xbox Series X/S 버전은 리뷰 애그리게이터 웹사이트 메타크리틱에 따르면 "전반적인 찬사"를 받았다. 오픈크리틱은 비평가들의 93%가 이 게임을 추천한다고 판단했다.
피시게임스엔의 앤드루 패럴은 앨런 웨이크 2 리뷰에서 게임에 10점 만점에 9점을 주며 "앨런 웨이크 2는 경이롭다. 강렬한 게임플레이, 뒤틀리고 어두운 이야기, 그리고 상상할 수 있는 것보다 더 많은 비밀과 놀라움을 선사한다. 레미디는 이곳에서 진정으로 놀라운 경험을 선사하며 자신들을 능가했다"고 말했다.
앨런 웨이크 2는 타임지 선정 2023년 최고의 비디오 게임 10위 목록에서 1위를 차지했다.

#### 나이트 스프링스
나이트 스프링스 확장팩은 메타크리틱에 따르면 비평가들로부터 "대체로 호의적인" 평가를 받았다. 오픈크리틱은 비평가들의 79%가 이 확장팩을 추천한다고 판단했다.

#### 더 레이크 하우스
더 레이크 하우스 확장팩은 메타크리틱에 따르면 윈도우 버전에서는 비평가들로부터 "혼합 또는 보통" 평가를 받았고, 플레이스테이션 5 버전에서는 "대체로 호의적인" 평가를 받았다. 오픈크리틱은 비평가들의 66%가 이 확장팩을 추천한다고 판단했다.

### 판매
2023년 12월 말까지 앨런 웨이크 2는 1백만 장 이상 판매되었고, 2024년 2월까지 130만 장 이상 판매되어 레미디의 가장 빠르게 팔린 게임이 되었다. 첫 달 판매량은 컨트롤의 첫 4개월 판매량보다 많고 디지털 판매량은 3배 이상 많았다. 2024년 4월 말 현재, 이 게임은 개발 및 마케팅 비용을 회수하지 못했다. 2024년 1월부터 6월까지의 재무 보고서에서 레미디는 이 게임이 여전히 회사에 이익을 내지 못했다고 확인했다. 2024년 11월 1일 분기별 수익 보고서에서 회사는 이 게임이 아직 로열티를 창출하지는 않았지만, 지속적인 판매로 대부분의 개발 및 마케팅 비용을 거의 회수했다고 발표했다. 11월 19일, 레미디는 이 게임이 180만 장 이상 판매되었다고 발표했다. 2024년 말까지 2백만 장 이상 판매되었으며, 개발 및 마케팅 비용이 회수되어 레미디에 로열티를 창출하기 시작했다.

### 수상
| 날짜 | 상                               | 부문                                                                           | 결과          | Ref.            |
| ---- | -------------------------------- | ------------------------------------------------------------------------------ | ------------- | --------------- |
| 2023 | 골든 조이스틱 어워즈             | 비평가 초이스상                                                                | 수상          | [ 101 ] [ 102 ] |
| 2023 | 골든 조이스틱 어워즈             | 최우수 게임 트레일러 (더 다크 플레이스 게임플레이)                             | 후보          | [ 101 ] [ 102 ] |
| 2023 | 골든 조이스틱 어워즈             | 최우수 주연 연기자 (일카 빌리 / 매튜 포레타)                                   | 후보          | [ 101 ] [ 102 ] |
| 2023 | 골든 조이스틱 어워즈             | 최우수 주연 연기자 (멜라니 리버드)                                             | 후보          | [ 101 ] [ 102 ] |
| 2023 | 골든 조이스틱 어워즈             | 올해의 궁극적인 게임                                                           | 후보          | [ 101 ] [ 102 ] |
| 2023 | 더 게임 어워즈 2023              | 올해의 게임                                                                    | 후보          | [ 103 ]         |
| 2023 | 더 게임 어워즈 2023              | 최우수 게임 디렉션                                                             | 수상          | [ 103 ]         |
| 2023 | 더 게임 어워즈 2023              | 최우수 내러티브                                                                | 수상          | [ 103 ]         |
| 2023 | 더 게임 어워즈 2023              | 최우수 아트 디렉션                                                             | 수상          | [ 103 ]         |
| 2023 | 더 게임 어워즈 2023              | 최우수 스코어 및 음악 (페트리 알란코)                                          | 후보          | [ 103 ]         |
| 2023 | 더 게임 어워즈 2023              | 최우수 오디오 디자인                                                           | 후보          | [ 103 ]         |
| 2023 | 더 게임 어워즈 2023              | 최우수 퍼포먼스 (멜라니 리버드)                                                | 후보          | [ 103 ]         |
| 2023 | 더 게임 어워즈 2023              | 최우수 액션/어드벤처 게임                                                      | 후보          | [ 103 ]         |
| 2024 | 제13회 뉴욕 게임 어워즈          | 올해의 빅 애플 상                                                              | 후보          | [ 104 ] [ 105 ] |
| 2024 | 제13회 뉴욕 게임 어워즈          | 게임 최우수 각본상 멜빌 상                                                     | 후보          | [ 104 ] [ 105 ] |
| 2024 | 제13회 뉴욕 게임 어워즈          | 최우수 세계상 자유의 여신상                                                    | 수상          | [ 104 ] [ 105 ] |
| 2024 | 제13회 뉴욕 게임 어워즈          | 게임 최우수 음악상 틴 팬 앨리 상                                               | 후보          | [ 104 ] [ 105 ] |
| 2024 | 제13회 뉴욕 게임 어워즈          | 게임 최우수 연기상 그레이트 화이트 웨이 상 (멜라니 리버드 - 사가 앤더슨)       | 수상          | [ 104 ] [ 105 ] |
| 2024 | 제27회 D.I.C.E. 어워드           | 올해의 게임                                                                    | 후보          | [ 106 ] [ 107 ] |
| 2024 | 제27회 D.I.C.E. 어워드           | 올해의 어드벤처 게임                                                           | 후보          | [ 106 ] [ 107 ] |
| 2024 | 제27회 D.I.C.E. 어워드           | 아트 디렉션 부문 뛰어난 성과                                                   | 수상          | [ 106 ] [ 107 ] |
| 2024 | 제27회 D.I.C.E. 어워드           | 오디오 디자인 부문 뛰어난 성과                                                 | 후보          | [ 106 ] [ 107 ] |
| 2024 | 제27회 D.I.C.E. 어워드           | 캐릭터 부문 뛰어난 성과 (사가 앤더슨)                                          | 후보          | [ 106 ] [ 107 ] |
| 2024 | 제27회 D.I.C.E. 어워드           | 오리지널 음악 작곡 부문 뛰어난 성과                                            | 후보          | [ 106 ] [ 107 ] |
| 2024 | 제27회 D.I.C.E. 어워드           | 스토리 부문 뛰어난 성과                                                        | 후보          | [ 106 ] [ 107 ] |
| 2024 | 제27회 D.I.C.E. 어워드           | 기술 성과 부문 뛰어난 성과                                                     | 후보          | [ 106 ] [ 107 ] |
| 2024 | 제22회 시각 효과 협회상          | 실시간 프로젝트 부문 뛰어난 시각 효과                                          | 수상          | [ 108 ]         |
| 2024 | 제24회 게임 개발자 초이스 어워드 | 올해의 게임                                                                    | 명예로운 언급 | [ 109 ] [ 110 ] |
| 2024 | 제24회 게임 개발자 초이스 어워드 | 최우수 내러티브                                                                | 후보          | [ 109 ] [ 110 ] |
| 2024 | 제24회 게임 개발자 초이스 어워드 | 최우수 기술                                                                    | 후보          | [ 109 ] [ 110 ] |
| 2024 | 제24회 게임 개발자 초이스 어워드 | 최우수 비주얼 아트                                                             | 수상          | [ 109 ] [ 110 ] |
| 2024 | 제24회 게임 개발자 초이스 어워드 | 관객상                                                                         | 후보          | [ 109 ] [ 110 ] |
| 2024 | 제20회 영국 아카데미 게임 어워드 | 최우수 게임                                                                    | 후보          | [ 111 ] [ 112 ] |
| 2024 | 제20회 영국 아카데미 게임 어워드 | 애니메이션                                                                     | 후보          | [ 111 ] [ 112 ] |
| 2024 | 제20회 영국 아카데미 게임 어워드 | 예술적 성과                                                                    | 수상          | [ 111 ] [ 112 ] |
| 2024 | 제20회 영국 아카데미 게임 어워드 | 오디오 성과                                                                    | 수상          | [ 111 ] [ 112 ] |
| 2024 | 제20회 영국 아카데미 게임 어워드 | 게임 디자인                                                                    | 후보          | [ 113 ]         |
| 2024 | 제20회 영국 아카데미 게임 어워드 | 음악                                                                           | 후보          | [ 111 ] [ 112 ] |
| 2024 | 제20회 영국 아카데미 게임 어워드 | 내러티브                                                                       | 후보          | [ 111 ] [ 112 ] |
| 2024 | 제20회 영국 아카데미 게임 어워드 | 기술 성과                                                                      | 후보          | [ 111 ] [ 112 ] |
| 2024 | 제20회 영국 아카데미 게임 어워드 | 주연 연기자 (일카 빌리 - 앨런 웨이크 (실사 + 모션 캡처))                       | 후보          | [ 113 ]         |
| 2024 | 제20회 영국 아카데미 게임 어워드 | 주연 연기자 (매튜 포레타 - 앨런 웨이크 (목소리))                               | 후보          | [ 113 ]         |
| 2024 | 제20회 영국 아카데미 게임 어워드 | 주연 연기자 (멜라니 리버드 - 사가 앤더슨)                                      | 후보          | [ 113 ]         |
| 2024 | 제20회 영국 아카데미 게임 어워드 | 조연 연기자 (제임스 매캐프리 - 알렉스 케이시 (목소리))                         | 후보          | [ 113 ]         |
| 2024 | 제20회 영국 아카데미 게임 어워드 | 조연 연기자 (마르티 수오살로 - 아티)                                           | 후보          | [ 113 ]         |
| 2024 | 제20회 영국 아카데미 게임 어워드 | 조연 연기자 (사미 얘르비 - 알렉스 케이시 (실사 + 모션 캡처))                   | 후보          | [ 111 ] [ 112 ] |
| 2024 | 네뷸러상                         | 최우수 게임 각본 (사미 얘르비, 클레이 머피, 타일러 버튼 스미스, 시니카 아날라) | 후보          | [ 114 ]         |
| 2024 | 휴고상                           | 최우수 게임 또는 인터랙티브 작품                                               | 후보          | [ 115 ]         |
| 2024 | 게임 오디오 어워드               | 최우수 게임 음악                                                               | 수상          | [ 116 ]         |
| 2025 | 제14회 뉴욕 게임 어워즈          | 최우수 DLC NYC GWB 상 (나이트 스프링스 및 더 레이크 하우스)                    | 후보          | [ 117 ]         |
| 2025 | Game Audio Network Guild Awards  | 올해의 오디오                                                                  | 후보          | [ 118 ]         |
| 2025 | Game Audio Network Guild Awards  | 최우수 오디오 믹스                                                             | 후보          | [ 118 ]         |
| 2025 | Game Audio Network Guild Awards  | 최우수 시네마틱 및 컷신 오디오                                                 | 후보          | [ 118 ]         |
| 2025 | Game Audio Network Guild Awards  | 올해의 대화                                                                    | 후보          | [ 118 ]         |
| 2025 | Game Audio Network Guild Awards  | 올해의 사운드 디자인                                                           | 후보          | [ 118 ]         |

## 내용주
1. ↑  Alan Wake II로 양식화